# Stazione di Annone Veneto (1913)
Stazione di Annone Veneto 1987-ben bezárt vasútállomás Olaszországban, Annone Veneto településen.

## Vasútvonalak
Az állomást az alábbi vasútvonalak érintették:
- San Vito al Tagliamento-Motta di Livenza-vasútvonal

## Kapcsolódó állomások
A vasútállomáshoz az alábbi állomások vannak a legközelebb:
- Stazione di Motta di Livenza
- Stazione di Pravisdomini